# Jacqueline Tong
Jacqueline Tong (Bristol, 21 mei 1951) is een Engels actrice die vooral bekend is door het spelen van Daisy Barnes in de befaamde serie Upstairs, Downstairs tussen 1973 en 1975. In 1975, werd zij genomineerd als Outstanding Supporting Actress in a Drama Series in the Primetime Emmy Awards.
Ze begon haar televisiecarrière in de jaren 1970, en een van haar eerste rollen was in een aflevering van Thriller. In 1973 trad zij toe tot de cast van Upstairs, Downstairs als de nieuwe huishoudster Daisy. Ze speelde deze rol in 32 afleveringen tot eind van het programma in 1975. Na Upstairs, Downstairs ging ze terug naar het theater en speelde ze in Coventry. Ze had ook gastrollen op televisie in Hard Times, Spearhead samen met Lesley-Anne Down, die met haar optrad in Upstairs, Downstairs, in The One and Only Phyllis Dixey. Van februari tot april 1982, trad Tong op in Coronation Street als Jackie Moffat, een buurvrouw van Gail Tilsley. In 1980 en 1990 verscheen zij in Growing Rich, Middlemarch en David Copperfield.
Tong is ook te zien in twee films, Princess Caraboo en How to Get Ahead in Advertising, en deed ook werk voor de radio. Tong speelde toneelrollen in The Winter's Tale, What I Did in the Holidays en Albertine In Five Times.
In 2000 verscheen ze in The Bill en The 10th Kingdom en in 2001 in The Life and Adventures of Nicholas Nickleby en The Cazalets. Zij speelde Lynn Walker in de vijfde en zesde aflevering van Trial and Retribution. In 2005 trad zij op in Twenty Thousand Streets Under the Sky.